# Campodorus luctuosus
Campodorus luctuosus är en stekelart som först beskrevs av Holmgren 1857.  Campodorus luctuosus ingår i släktet Campodorus och familjen brokparasitsteklar. Arten är reproducerande i Sverige. Inga underarter finns listade.